# Strażnica WOP Świnoujście
Strażnica w Świnoujściu:
1. podstawowy pododdział graniczny Wojsk Ochrony Pogranicza.
2. graniczna jednostka organizacyjna polskiej straży granicznej realizująca zadania bezpośrednio w ochronie granicy państwowej.

## Formowanie i zmiany organizacyjne
Strażnica została sformowana w 1945  w strukturze 15 komendy odcinka Międzyzdroje jako 72 strażnica WOP (Świnoujście) o stanie 56 żołnierzy. Kierownictwo strażnicy stanowili: komendant strażnicy, zastępca komendanta do spraw polityczno-wychowawczych i zastępca do spraw zwiadu. Strażnica składała się z dwóch drużyn strzeleckich, drużyny fizylierów, drużyny łączności i gospodarczej. Etat przewidywał także instruktora do tresury psów służbowych oraz instruktora sanitarnego.
Z dniem 1.04.1947  strażnica, pozostając nadal w strukturach 15 komendy odcinka, została przekazana do szczecińskiego oddziału WOP nr 3.
W związku z reorganizacją oddziałów WOP w 1948, strażnica podporządkowana została dowódcy 46 batalionu OP. Od stycznia 1951  strażnica podlegała dowódcy 125 batalionu WOP. 
Od 15 marca 1954 wprowadzono nową numerację strażnic, a 72 strażnica I kategorii otrzymała nr 70 i nosiła nazwę: "strażnica WOP Partyzantów".
w 1963  zreorganizowano ochronę granicy w Świnoujściu. Rozformowano strażnicę WOP Świnoujście-port i lądową strażnicę WOP Świnoujście-wybrzeże Tym samym rozkazem zorganizowano GPK Świnoujście-Port, a odcinek lądowy powierzono strażnicom nadmorskim Dziwnów i Międzyzdroje.
1 stycznia 1964  strażnica WOP nr 3 Świnoujście miała status lądowej kategorii I. 
W 1965  rozformowany został batalion portowy WOP Świnoujście, a strażnicę Świnoujście podporządkowano bezpośrednio pod sztab Brygady.
Po rozwiązaniu w 1991  Wojsk Ochrony Pogranicza, strażnica w Świnoujściu weszła w podporządkowanie Pomorskiego Oddziału Straży Granicznej.
W połowie października 2002 zniesiono strażnicę w Świnoujściu, przekazując jej kompetencje GPK w Świnoujściu.

## Ochrona granicy
Strażnice sąsiednie:
71 strażnica WOP Kazimusz ⇔ 73 strażnica WOP Hafferborst – 1946

## Dowódcy strażnicy
- por. Mieczysław Bulesowski (był 10.1946)[d].
- por. Marian Luba (1947-?)
- ppor. Mieczysław Krysiak (?-1952)
- chor. Józef Muller (1952-?)
- ppor. Idzi Lebuda - do 1.10.1955[15]

--
- mjr Ludwik Jarzynka (?...1967-1968...?)
- Zientarski Włodzimierz
- mjr Kos Piotr.
- kpt Ludwik Koziec (1976  ~1977)